# Rudolf Kusel
Rudolf Kusel (* 9. Mai 1809 in Karlsruhe; † 26. Januar 1890 ebenda) war Rechtsanwalt und der erste Jude, der in die Zweite Kammer der badischen Landstände gewählt wurde.

## Familie
Rudolf Kusel war der Sohn eines Bankiers in Karlsruhe. Er war mit Karoline geborene Trautmann verheiratet, die Tochter einer bekannten jüdischen Familie in Mannheim. Dieser Ehe entstammen mehrere Söhne, sein Sohn Albert wurde ebenfalls Rechtsanwalt und übernahm die Kanzlei des Vaters.

## Leben
Rudolf Kusel studierte Rechtswissenschaften an den Universitäten Heidelberg und München und wurde 1832 Rechtspraktikant. Während seiner Ausbildung arbeitete er in den Ämtern Durlach und Oberkirch. Da für einen Juden zu diesem Zeitpunkt eine Anstellung im badischen Staatsdienst nicht möglich war, wurde Kusel 1835 Advokat beim Hofgericht in Rastatt und 1847 nach der Verlegung des Gerichts in Bruchsal. 1859 wurde er zum Fiskalanwalt ernannt, sein Nachfolger wurde 1886 Leopold Regensburger. 1849 vertrat er als Rechtsanwalt vor dem Militärgericht in Rastatt den angeklagten Revolutionär und Chef des Generalstabs der Aufständischen Otto von Corvin und erreichte, dass die Todesstrafe in eine Zuchthausstrafe umgewandelt wurde. 
Kusel engagierte sich in verschiedenen politischen Gremien. Ab 1865 war er Mitglied der Kreisversammlung und von 1868 bis 1871 deren Vorsitzender. Von 1871 bis 1875 war er Mitglied des Bürgerausschusses in Karlsruhe.

## Abgeordneter 1861 bis 1871
Die badische Verfassung von 1818 legte in § 37 fest, dass Abgeordnete einer der drei christlichen Konfessionen angehören müssen. 1849 wurde diese Einschränkung des passiven Wahlrecht für Juden aufgehoben, und es dauerte zwölf Jahre, bis mit Rudolf Kusel der erste jüdische Abgeordnete in die Zweite Kammer der Badischen Ständeversammlung gewählt wurde. 
Kusel wurde 1861 im Wahlkreis 8, Karlsruhe Stadt I, gewählt und kam als Liberaler in die Zweite Kammer. Die Wahl erfolgte nach den damaligen Bestimmungen indirekt durch Wahlmänner. Er trat 1867 der nationalliberalen Partei bei und vertrat Karlsruhe neun Jahre lang bis 1871. Er beteiligte sich vor allem an der Beratung bürgerlich-rechtlicher und verfassungsrechtlicher Fragen. Für die Kammer war er Berichterstatter für Entwürfe zur Änderung der Verfassung.

## Auszeichnungen
- 1872 Ritterkreuz 1. Klasse des Zähringer Löwen-Ordens